# Meagan Good
Meagan Monique Good (Los Angeles; 1981. augusztus 8. –) amerikai színésznő.
Filmjei közé tartozik a Gondolkozz pasiaggyal! (2012) és a Ron Burgundy: A legenda folytatódik (2013) című vígjáték, a Kígyóharapás (2005), a Nem fogadott hívás (2008), a Fűrész V. (2008) és A túlvilág szülötte (2009) című horrorfilm, továbbá a Shazam! (2019) című DC-szuperhősfilm.
2013-ban a Megtévesztés című szappanoperában, 2015-ben pedig a Különvélemény című bűnügyi sci-fi drámasorozatban kapott főszerepet.

## Gyermekkora és családja
Los Angeles Panorama City városnegyedében született, két testvére van. Édesanyja Tyra Wardlow-Doyle, aki lánya menedzsereként is dolgozott annak tizenéves korában. Édesapja Leondis "Leon" Good rendőr a Los Angeles-i Rendőrségnél. A színésznő elmondása alapján anyai nagyanyja „...zsidó és afrikai. Anyám édesapja cseroki és még valami más. Apám édesanyja Puerto Ricó-i és fekete, az ő apja Barbadosról származott.”
A gyerekkorában saját bevallása szerint előnytelen külsejű, mégis magabiztos Good Usher és Justin Timberlake rajongója volt. Fiatal felnőttként Charlize Theron színésznő lett a példaképe.

## Színészi pályafutása
Nagyjából ötéves korától kezdett el színészkedni, statisztaként a Doogie Howser, M.D. és az Amen című sorozatokban. 1995-ben, tizenhárom évesen kapta első filmszerepét a Végre péntek című vígjátékban. Kritikai elismerést elsőként Kasi Lemmons Eve öröksége (1997) című drámájával szerzett, melyben egy problémás tizenéves lányt alakított.
1998 és 2001 között a Nickelodeon gyártásában készült Unokatestvérem, Skeeter című szituációs komédiában Nina szerepében tűnt fel. A 2000-es évek elején kisebb filmszerepei voltak a 3 dobás (2000) és a House Party 4: Down to the Last Minute című filmekben (2001). 2003-ban a Vad motorosok című akciódrámában és A sógorok réme című romantikus vígjátékban játszott. Az Életem értelmei harmadik évadjának első öt epizódjában Vanessa Scott-Kyle szerepét vállalta el, később azonban Brooklyn Sudanóra cserélték le a sorozatban. 2004-ben Goods Jordana Brewster, Sara Foster és Jill Ritchie oldalán szerepelt a D.E.B.S. – Kémcsajok című akciófilmben. Még ebben az évben egy kisebb szerep erejéig az Utcai tánc című vígjáték-drámában is láthatták a nézők. 
2005-ben a Kígyóharapás című horrorfilmben, valamint a Beépülve című neo noir filmben tűnt fel. 2006-ban következett A vér válaszol című akciódráma, melyet Good a legelső női főszerepléseként tart számon. 2007-ben Ne-Yo és gyerekkori barátja, Columbus Short mellett színészkedett a Lökd a ritmust! című táncos filmben. 2008–2009-ben bemutatott filmjei közé tartozik három horrorfilm (Nem fogadott hívás, Fűrész V., A túlvilág szülötte) és egy Mike Myers-vígjáték, a Love Guru.
Tagja volt a Gondolkozz pasiaggyal! (2012) című vígjáték szereplőgárdájának, a film Steve Harvey Hogyan gondolkodnak a férfiak? című bestsellere alapján készült. 2013-ban a színésznő szerepelt a Don Jon és a Ron Burgundy: A legenda folytatódik című filmekben. Ugyanebben az évben főszerepet kapott az egy évadot megélt Megtévesztés című szappanoperában is. 2014-ben elvállalta a Gondolkozz pasiaggyal! folytatását. 2015-ben újabb főszerephez jutott, ezúttal a Különvélemény című sci-fi sorozatban. 2019-ben két filmben, a Shazam! című szuperhősfilmben és A betolakodó című lélektani thrillerben játszott.

## Filmográfia

### Film
| Év   | Magyar cím                          | Eredeti cím                            | Szerep               | Magyar hang        |
| ---- | ----------------------------------- | -------------------------------------- | -------------------- | ------------------ |
| 1995 | Végre péntek                        | Friday                                 | kölyök               |                    |
| 1995 |                                     | Make a Wish, Molly (rövidfilm)         | Jenny                |                    |
| 1997 | Eve öröksége                        | Eve's Bayou                            | Cisely Batiste       |                    |
| 1999 | Tinititkok                          | The Secret Life of Girls               | Kay                  |                    |
| 2000 | 3 dobás                             | 3 Strikes                              | Buela Douglas        |                    |
| 2001 |                                     | House Party 4: Down to the Last Minute | Tina                 |                    |
| 2003 | Vad motorosok                       | Biker Boyz                             | Tina                 | Zsigmond Tamara    |
| 2003 | A sógorok réme                      | Deliver Us from Eva                    | Jacqui Dandridge     |                    |
| 2003 | Rap-halál                           | Ride or Die                            | Fake Venus           |                    |
| 2004 | D.E.B.S. – Kémcsajok                | D.E.B.S.                               | Max Brewer           | Szénási Kata       |
| 2004 | Utcai tánc                          | You Got Served                         | Beautifull           |                    |
| 2004 |                                     | The Cookout                            | Brittany             |                    |
| 2005 | Beépülve                            | Brick                                  | Kara                 | Mezei Kitty        |
| 2005 | Beépülve                            | Brick                                  | Kara                 | Dögei Éva          |
| 2005 | Kígyóharapás                        | Venom                                  | Cece                 | Simonyi Piroska    |
| 2005 | Kavaró korisok                      | Roll Bounce                            | Naomi Phillips       |                    |
| 2006 |                                     | Miles from Home                        | Natasha Freeman      |                    |
| 2006 | A vér válaszol                      | Waist Deep                             | Coco                 | Kéri Kitty         |
| 2007 | Lökd a ritmust!                     | Stomp the Yard                         | April Palmer         | Sánta Annamária    |
| 2008 | Nem fogadott hívás                  | One Missed Call                        | Shelley Baum         |                    |
| 2008 | Love Guru                           | The Love Guru                          | Prudence Roanoke     | Zsigmond Tamara    |
| 2008 | Fűrész V.                           | Saw V                                  | Luba Gibbs           | Bogdányi Titanilla |
| 2009 | A túlvilág szülötte                 | The Unborn                             | Romy                 | Molnár Ilona       |
| 2009 |                                     | Good Hair (dokumentumfilm)             | önmaga               |                    |
| 2011 |                                     | 35 and Ticking                         | Falinda              |                    |
| 2011 | Seprűs esküvő                       | Jumping the Broom                      | Blythe               |                    |
| 2011 |                                     | Video Girl                             | Lorie Walker         |                    |
| 2012 |                                     | LUV                                    | Beverly              |                    |
| 2012 |                                     | Dysfunctional Friends                  | Ms. Stevens          |                    |
| 2012 | Gondolkozz pasiaggyal!              | Think Like a Man                       | Mya                  | Gáspár Kata        |
| 2012 | Gondolkozz pasiaggyal!              | Think Like a Man                       | Mya                  | Roatis Andrea      |
| 2012 |                                     | Defeat the Label (rövidfilm)           | önmaga               |                    |
| 2012 |                                     | The Obama Effect                       | Tamika Jones         |                    |
| 2012 |                                     | Dick Little                            | Megan                |                    |
| 2013 | Don Jon                             | Don Jon                                | hollywoodi színésznő |                    |
| 2013 | Ron Burgundy: A legenda folytatódik | Anchorman 2: The Legend Continues      | Linda Jackson        | Kiss Virág         |
| 2014 | Gondolkozz pasiaggyal! 2.           | Think Like a Man Too                   | Mya                  | Gáspár Kata        |
| 2015 |                                     | A Girl Like Grace                      | Share                |                    |
| 2016 |                                     | Charlie, Trevor and a Girl Savannah    | önmaga               |                    |
| 2016 |                                     | Deuces                                 | Janet Foster         |                    |
| 2018 |                                     | A Boy. A Girl. A Dream.                | Free                 |                    |
| 2019 | Shazam!                             | Shazam!                                | Szuperhős Darla      | Andrádi Zsanett    |
| 2019 | A betolakodó                        | The Intruder                           | Annie Russell        | Szilágyi Csenge    |
| 2020 | Monster Hunter – Szörnybirodalom    | Monster Hunter                         | Dash                 | Kis-Kovács Luca    |
| 2022 | Nappali műszak                      | Day Shift                              | Jocelyn Jablonski    | Pikali Gerda       |
| 2022 | Shazam! Az istenek haragja          | Shazam! Fury of the Gods               | Szuperhős Darla      | Andrádi Zsanett    |

### Televízió
| Év        | Magyar cím                               | Eredeti cím                       | Szerep                  | Megjegyzések                                            |
| --------- | ---------------------------------------- | --------------------------------- | ----------------------- | ------------------------------------------------------- |
| 1991      |                                          | Gabriel's Fire                    | fiatal lány             | 1 epizód                                                |
| 1994      |                                          | On Our Own                        | Traycee                 | 1 epizód                                                |
| 1996      |                                          | ABC Afterschool Special           | Janie                   | 1 epizód                                                |
| 1997      |                                          | Just One of the Girls             | Starkeesha              | tévéfilm                                                |
| 1997      | Pacific Blue                             | Pacific Blue                      | Shalona James           | 1 epizód                                                |
| 1997      | Angyali érintés                          | Touched by an Angel               | Nikki                   | 1 epizód                                                |
| 1997      |                                          | The Gregory Hines Show            | Pauley                  | 1 epizód                                                |
| 1997–1998 |                                          | The Parent 'Hood                  | Ariana                  | 2 epizód                                                |
| 1998      |                                          | Nothing Sacred                    | Carissa                 | 1 epizód                                                |
| 1998–2001 | Unokatestvérem, Skeeter                  | Cousin Skeeter                    | Nina Jones              | főszereplő (52 epizód)                                  |
| 2000      |                                          | Moesha                            | Nicole                  | 1 epizód                                                |
| 2000      |                                          | The Steve Harvey Show             | Alicia                  | 1 epizód                                                |
| 2001      |                                          | The Division                      | Kara Taylor             | 1 epizód                                                |
| 2001      |                                          | The Famous Jett Jackson           | Tara Essex              | 2 epizód                                                |
| 2001–2002 |                                          | Raising Dad                       | Katie                   | 7 epizód                                                |
| 2002      |                                          | The Jersey                        | Tamika                  | 1 epizód                                                |
| 2003      | Életem értelmei                          | My Wife and Kids                  | Vanessa Scott           | öt epizód                                               |
| 2005      |                                          | Kevin Hill                        | Melanie West            | 4 epizód                                                |
| 2007      | Doktor House                             | House                             | Amy                     | 1 epizód                                                |
| 2007      |                                          | All of Us                         | Katie                   | 2 epizód                                                |
| 2009      | Döglött akták                            | Cold Case                         | Beatrice Sloan 1970-ben | 1 epizód                                                |
| 2011      |                                          | The Game                          | Parker Keith            | 2 epizód                                                |
| 2012      | Kaliforgia                               | Californication                   | Kali                    | 7 epizód                                                |
| 2012      |                                          | Harry's Law                       | Cecilia                 | egy epizód                                              |
| 2013      | Megtévesztés                             | Deception                         | Joanna Locasto          | főszereplő (11 epizód)                                  |
| 2014      | Esküdt ellenségek: Különleges ügyosztály | Law & Order: Special Victims Unit | Paula Bryant            | 1 epizód                                                |
| 2015      |                                          | Mr. Robinson                      | Victoria Wavers         | 4 epizód                                                |
| 2015      | Különvélemény                            | Minority Report                   | Lara Vega nyomozó       | - főszereplő (10 epizód) - magyar hangja: - Pálmai Anna |
| 2016      | Vészhelyzet: Los Angeles                 | Code Black                        | Dr. Grace Adams         | 3 epizód                                                |
| 2017      | Szerelem a tizedikre                     | Love by the 10th Date             | Gabrielle Fateful       | tévéfilm                                                |
| 2017      | Színtiszta siker                         | White Famous                      | Kali                    | 3 epizód                                                |
| 2018      | Kegyetlen csillogás                      | Star                              | Natalie Knight          | 3 epizód                                                |
| 2019–2020 |                                          | Prodigal Son                      | Colette Swanson         | 3 epizód                                                |

## Fordítás
- Ez a szócikk részben vagy egészben  a   Meagan Good című angol Wikipédia-szócikk fordításán alapul.  Az eredeti cikk szerkesztőit annak laptörténete sorolja fel. Ez a jelzés csupán a megfogalmazás eredetét és a szerzői jogokat jelzi, nem szolgál a cikkben szereplő információk forrásmegjelöléseként.